# Hrvatska stranka prava 1861
Hrvatska stranka prava 1861 je politička stranka koju je osnovao Dobroslav Paraga u svibnju 1995. godine, nakon što je na čelo HSP-a došao Anto Đapić koji je preuzeo čelništvo stranke sudskim putem.  
Po svom imenu HSP 1861 je stranka pravaškog usmjerenja i zagovornici su djela Ante Starčevića. Osnivanje stranke bio je izlazak članstva HSP-a iz ilegale koji nisu priznali Đapića za predsjednika HSP-a, jer su držali Sabor stranke u Kutini 1993. nelegalnim, kao i odluku Ministarstva Uprave da podstavi Đapića na mjesto predsjednika stranke. Stranka je osnovana 18. veljače 1995. kada su Paragini pristaše u dvorani Zagrebačkog velesajma održali 2. sabor HSP-a, na kojem je odlučeno da se Paragina frakcija stranke preimenuje u HSP 1861. Kao gost na saboru je sudjelovao i Stjepan Mesić.
HSP 1861 i danas djeluje ali s malim članstvom i ne izlazi na izbore. Unutar stranke postoji i Udruga bojovnika HOS-a kojoj je na čelu Ante Perković. Udruga je osnovana 20. svibnja 2000.

## Vanjske poveznice
- Stranice HSP 1861
- Hrvatsko Pravo  Arhivirana inačica izvorne stranice od 18. rujna 2011. (Wayback Machine)